# Шумилинский район
Шуми́линский райо́н (бел. Шумілінскі раён) — административная единица в центре Витебской области Республики Беларусь. Административный центр — городской посёлок Шумилино.
Численность населения — 15 774 человек (на 1 января 2025 года).

## Административное устройство
В районе 8 сельсоветов:
- Добейский
- Ковляковский
- Ловжанский
- Мишневичский
- Николаевский
- Обольский
- Светлосельский
- Сиротинский

Упразднённые сельсоветы:
- Козьянский
- Язвинский[6]

29 апреля 2004 года упразднён Язвинский сельсовет.

## География
Территория — 1704,1 км² (14-е место среди районов Витебской области). Основные реки — Западная Двина и её приток Оболь. Крупнейшие озёра: Будовесть, Добеевское, Сосна, Рассолай, Мошно, Лесковичи. В 5 км на юг от Шумилино расположено озеро Круглик — одно из самых глубоких озёр Беларуси.
Шумилинский район граничит с Городокским районом на северо-востоке, Витебским районом на востоке, Бешенковичским районом на юге, Ушачским районом — на юго-западе и Полоцким районом — на северо-западе.
Климат района более прохладный и влажный по сравнению со средними показателями по Республике Беларусь. Вегетационный период на территории района начинается 15-17 апреля и длится до 13-18 октября (178-185 дней, в том числе период активной вегетации — 136-140 дней).
Лесная растительность района относится к северной подзоне широколиственно-еловых лесов. Наиболее распространённые деревья — сосна, ель, берёза, ясень, осина. На территории Шумилинского лесоохотничьего хозяйства, включающего основные лесные и водно-болотные угодья, обитает около 380 бобров, 280 лосей, 190 косуль, 240 тетеревов и 170 глухарей.

## Геральдика
Герб и флаг учреждены Указом Президента Республики Беларусь от 20 января 2006 года № 36 и зарегистрированы в Государственном геральдическом регистре Республики Беларусь 6 февраля 2006 года № Б-52 и Б-53. Одобрены решением Шумилинского районного Совета депутатов от 25 июня 2004 года № 69.

## История
Образован 17 июля 1924 года как Сиротинский район с центром на станции Сиротино. В 1927 году центр района перенесён в село Шумилино (городской посёлок с 27 сентября 1938 года), но название района сохранилось. 15 февраля 1931 года к району присоединён один сельсовет из состава Витебского района. 8 июля 1931 года к району присоединены 5 сельсоветов упразднённого Улльского района, 25 июля 1931 года Усвейский сельсовет передан Бешенковичскому району. 5 апреля 1935 года один сельсовет включён в городскую черту города Витебска. В 1941 году в составе района 14 сельских советов.
9 сентября 1946 года 3 сельсовета переданы в состав вновь образованного Улльского района (17 декабря 1956 года возвращены при упразднении Улльского района). С 13 ноября (по другой информации, с 23 ноября) 1961 года Сиротинский район переименован в Шумилинский. 
25 декабря 1962 года район упразднён, его территория разделена между Бешенковичским (передан Николаевский сельсовет), Витебским (городской посёлок Шумилино, Добейский, Лесковичский, Погорелецкий, Сиротинский сельсоветы и населённые пункты: Боровые, Гарбузы, Залесье, Ловжа, Маринкино, Мерзляки, Победа, Слобода и Шнявка Ловженского сельсовета), Городокским (населённые пункты: Глушица, Горелая Гряда, Городище, Заполье, Заложное, Затишье, Замостье, Колышки, Корость, Куксы, Концы, Пономари, Рудня, Слесари, Соломенка, Ставица, Суровни, Труховка, Хрипки и Шавеки Козьянского сельсовета) и Полоцким районами. 
30 июля 1966 года район образован повторно, 2 августа 1966 года к району присоединён Мишневичский сельсовет, ранее находившийся в Полоцком районе. 
20 октября 1995 года административные единицы Шумилинский район и посёлок Шумилино, имеющие общий административный центр, объединены в одну административную единицу — Шумилинский район.

## Демография
Численность населения — 15 774 человек (на 1 января 2025 года), в том числе городское — 9 197 человек (Шумилино — 7 130 человек, Оболь — 2 067 человек), сельское — 6 577 человек.
Население района — 16 418 человек, в том числе 7 262 человек в Шумилино, 2 139 — в городском посёлке Оболь (на 1 января 2023 года).
| Численность населения | Численность населения | Численность населения | Численность населения | Численность населения | Численность населения | Численность населения | Численность населения | Численность населения |
| 1970                  | 1979                  | 1989                  | 1996                  | 2001                  | 2002                  | 2003                  | 2004                  | 2005                  |
| --------------------- | --------------------- | --------------------- | --------------------- | --------------------- | --------------------- | --------------------- | --------------------- | --------------------- |
| 29 226                | ▼27 009               | ▲28 098               | ▲28 198               | ▼25 838               | ▼25 262               | ▼24 667               | ▼24 041               | ▼23 374               |
| 2006                  | 2007                  | 2008                  | 2009                  | 2010                  | 2011                  | 2012                  | 2013                  | 2014                  |
| ▼22 669               | ▼22 066               | ▼21 550               | ▼21 052               | ▼20 658               | ▼20 116               | ▼19 581               | ▼19 358               | ▼19 027               |
| 2015                  | 2016                  | 2017                  | 2018                  | 2019                  | 2020                  | 2021                  | 2022                  | 2023                  |
| ▼18 761               | ▼18 505               | ▼18 351               | ▼18 105               | ▼17 898               | ▼17 643               | ▼17 260               | ▼16 819               | ▼16 418               |
| 2024                  | 2025                  |                       |                       |                       |                       |                       |                       |                       |
|                       | ▼15 774               |                       |                       |                       |                       |                       |                       |                       |

| Национальный состав по переписи населения 2019 года | Национальный состав по переписи населения 2019 года | Национальный состав по переписи населения 2019 года | Национальный состав по переписи населения 2009 года | Национальный состав по переписи населения 2009 года | Национальный состав по переписи населения 2009 года |
| Народ                                               | Численность                                         | %                                                   | Народ                                               | Численность                                         | %                                                   |
| --------------------------------------------------- | --------------------------------------------------- | --------------------------------------------------- | --------------------------------------------------- | --------------------------------------------------- | --------------------------------------------------- |
| Белорусы                                            | 15 929                                              | 89,84%                                              | Белорусы                                            | 19 108                                              | 92,24%                                              |
| Русские                                             | 1394                                                | 7,86%                                               | Русские                                             | 1262                                                | 6,09%                                               |
| Украинцы                                            | 162                                                 | 0,91%                                               | Украинцы                                            | 176                                                 | 0,85%                                               |
| Поляки                                              | 61                                                  | 0,34%                                               | Поляки                                              | 48                                                  | 0,23%                                               |
| Армяне                                              | 10                                                  | 0,06%                                               | Армяне                                              | 18                                                  | 0,09%                                               |
| Латыши                                              | 9                                                   | 0,05%                                               | Таджики                                             | 15                                                  | 0,07%                                               |

По переписи 1959 года, в районе проживало 35 008 человек, в том числе 31 900 белорусов, 2708 русских, 176 украинцев, 96 евреев, 59 поляков.
В 2018 году 17,7% населения района было в возрасте моложе трудоспособного, 51,6% — в трудоспособном, 30,7% — старше трудоспособного. Доля населения в трудоспособном возрасте — самая высокая в Витебской области, а Шумилино — один из самых молодых (20,1%) районных центров в области после Докшиц (20,9%). В 2017 году коэффициент рождаемости составил 11,9 на 1000 человек (самый высокий в области), коэффициент смертности — 17,7 (средние коэффициенты рождаемости и смертности по Витебской области — 9,6 и 14,4, по Республике Беларусь — 10,8 и 12,6). В 2017 году в районе родилось 213 и умерло 318 человек. Сальдо внутренней миграции отрицательное (в 2017 году — -180 человек).
В 2017 году в районе было заключено 93 брака (5,2 на 1000 человек) и 56 разводов (3,1 на 1000 человек); средние показатели по Витебской области — 6,4 и 3,4 на 1000 человек, по Республике Беларусь — 7 и 3,4 на 1000 человек соответственно.

## Экономика
Средняя зарплата в районе составляет 80,3% от среднего уровня по Витебской области (2017 год). В 2017 году в районе действовало 98 микроорганизаций и 10 малых организаций. В 2017 году 23,5% организаций района были убыточными (в 2016 году — 22,5%). В 2015—2017 годах в реальный сектор экономики района поступило 0,6 млн долларов иностранных инвестиций. В 2017 году предприятия района экспортировали товаров на сумму 3,4 млн долларов, импортировали на 0,8 млн долларов (сальдо — 2,6 млн долларов).
Выручка от реализации продукции, товаров, работ, услуг за 2017 год составила 84,8 млн рублей (около 42 млн долларов), в том числе 18,8 млн рублей пришлось на сельское, лесное и рыбное хозяйство, 29,4 млн на промышленность, 10,3 млн на строительство, 25,6 млн на торговлю и ремонт.
Полезные ископаемые района — торф, кирпичная глина, гравий, строительный песок.

### Промышленность
Крупнейшие промышленные предприятия:
- ОАО «Обольский керамический завод» в Оболе (один из крупнейших кирпичных заводов в Республике Беларусь);
- СООО «Вежа» в Шумилино (производство плодово-ягодных вин);
- ПУП «Славянский продукт» в Шумилино (производство водки);
- Шумилинский филиал Витебского ОАО «Молоко» (производство жирных сыров и животного масла);
- Производственные участки СООО «Витконпродукт» в деревне Слобода и Шумилино (переработка мяса птицы).

### Сельское хозяйство
Под зерновые культуры в 2017 году было засеяно 9,2 тыс. га пахотных площадей, под кормовые культуры — 13,9 тыс. га. Валовой сбор зерновых и зернобобовых в 2017 году составил 16,5 тыс. т (средняя урожайность — 18,6 ц/га). Урожайность зерновых в Шумилинском районе одна из самых низких во всей Республике Беларусь.
На 1 января 2018 года в сельскохозяйственных организациях района (без учёта фермерских и личных хозяйств населения) содержалось 18,4 тыс. голов крупного рогатого скота (в том числе 7,1 тыс. коров), 6,7 тыс. свиней, 65,2 тыс. голов птицы. За 2017 год было произведено 9675 т мяса (в убойном весе) и 18 550 т молока.
В деревне Слобода действует птицефабрика СООО «Витконпродукт».

### Лесное хозяйство
В ведении ГЛХУ «Шумилинский лесхоз» находится 76,6 тыс. га лесного фонда, в том числе 66,6 тыс. га непосредственно лесов. 59,3% лесов относятся к I группе. Запас древесины в лесах оценивается в 9630 тыс. м³, в том числе 3637 тыс м³ древесины хвойных пород. Общий размер расчётной лесосеки оценивается в 65,8 тыс. м³ в год. На площади 54,3 тыс. га действует лесоохотничье хозяйство.

## Транспорт
По району проходит железная дорога «Витебск—Полоцк—Даугавпилс» .
По территории района проходят республиканские автотрассы:
- «Витебск—Полоцк—граница Латвии (Григоровщина)» (Р20),
- «Минск—Улла—Витебск».

Автодорогами район соединен с такими городами, как Витебск, Полоцк, Городок, Бешенковичи, Улла.

## Здравоохранение
В 2017 году в учреждениях Министерства здравоохранения Республики Беларусь насчитывалось 46 практикующих врачей (25,8 в пересчёте на 10 тысяч человек; средний показатель по Витебской области — 37, по Республике Беларусь — 40,5) и 193 средних медицинских работника. В лечебных учреждениях района насчитывалось 103 больничных койки (57,8 в пересчёте на 10 тысяч человек; средний показатель по Витебской области — 80,5, по Республике Беларусь — 80,2). По обеспеченности населения больничными койками район находится на одном из последних мест в Витебской области.

## Образование
В 2017 году в районе действовало 17 учреждений дошкольного образования (включая комплексы «детский сад — школа») с 748 детьми. В 2017/2018 учебном году действовало 13 учреждений общего среднего образования, в которых обучалось 1856 учеников. Учебный процесс в школах обеспечивали 318 учителей.

## Культура
- Учреждение культуры «Шумилинский историко-краеведческий музей»[45] в г. п. Шумилино
  - Музей Обольского комсомольского подполья[46] — филиал Учреждения культуры «Шумилинский историко-краеведческий музей» в г. п. Оболь

В музее собрано 11,7 тыс. музейных предметов основного фонда. В 2016 году музей посетили 9,8 тыс. человек. 

## Религия
В Шумилинском районе зарегистрировано 8 православных общин, 4 римско-католические, 2 общины евангельских христиан-баптистов, по одной общине христиан веры евангельской (пятидесятников) и христиан полного Евангелия. Действуют 6 воскресных школ различных конфессий, в девяти группах которых занимается 96 детей.

## Достопримечательность

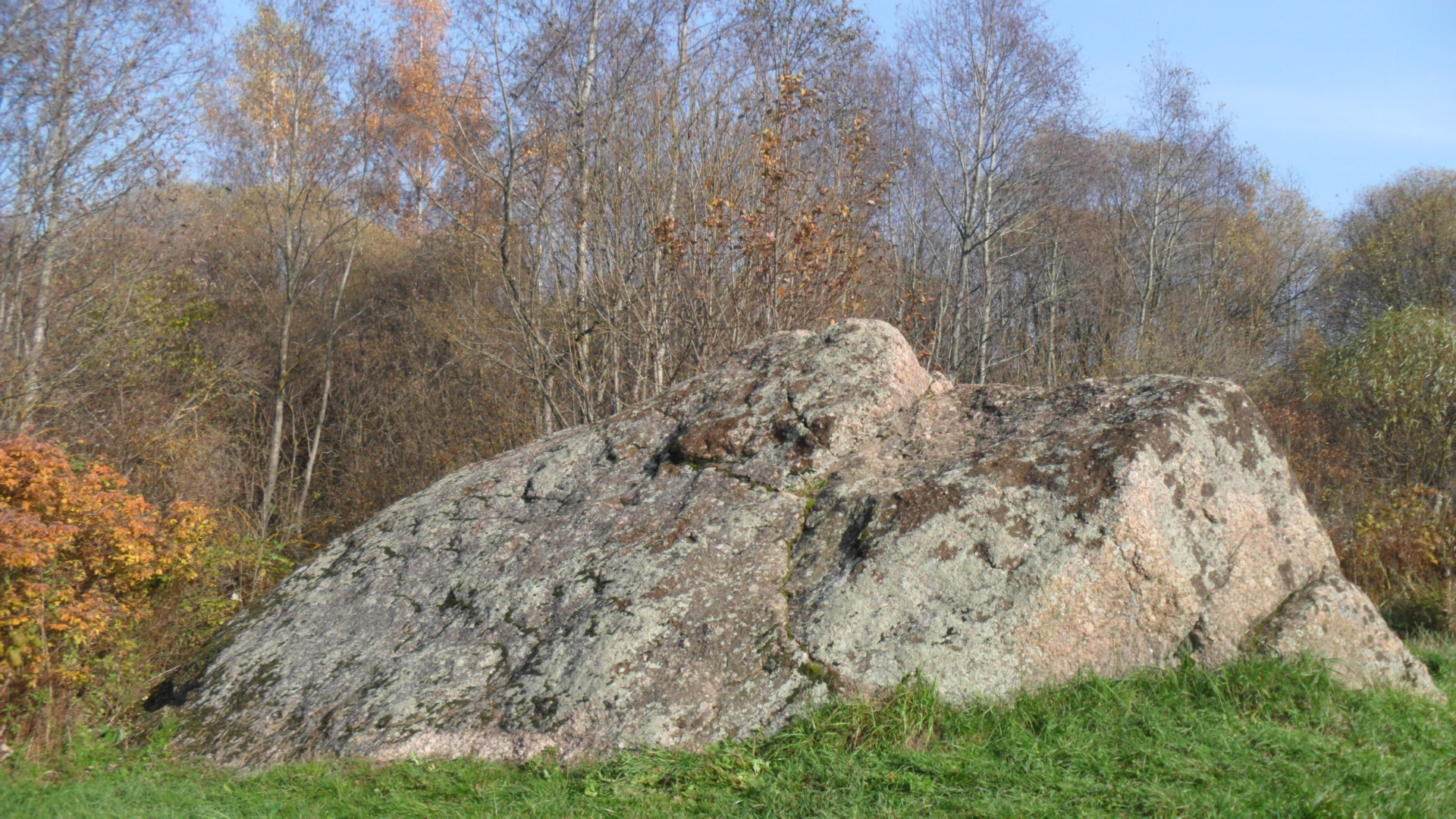
Великий камень в Горки

- Памятник в честь Обольского комсомольского подполья
- Железнодорожная станция (2-я пол. XIX в.) в Шумилино
- Православная церковь святого Афанасия в административном здании (2-я пол. XX в.)
- Католическая церковь Богоматери Фатимской (1990)
- Православная Свято-Владимирская церковь (1999)
- Великий валун — самый большой в Беларуси камень-валун. Республиканский геологический памятник природы Беларуси (1963). Расположен в 500 м на запад от деревни Горки (Добейский сельсовет) и 400 м от автодороги Шумилино-Бешенковичи.

### Памятник природы, заказник
- Козьянский (заказник)